# Brachistosternus donosoi
Espèce
Brachistosternus donosoi est une espèce de scorpions de la famille des Bothriuridae.

## Distribution
Cette espèce est endémique de la région de Tarapacá au Chili,. Elle se rencontre de 800 à 1 400 m d'altitude.

## Description
Le mâle holotype mesure 63,8 mm.
Les mâles mesurent de 56 à 64 mm et les femelles de 53 à 62 mm.

## Étymologie
Cette espèce est nommée en l'honneur de Roberto Donoso-Barros.

## Publication originale
- Cekalovic, 1974 : Dos nuevas especies del genero Brachistosternus (Scorpiones, Bothriuridae). Boletın de la Sociedad Biologica de Concepcion, no 47, p. 247–257 (texte intégral).